# Ptaki mimetyczne
Ptaki mimetyczne – ptaki naśladujące dźwięki dochodzące z ich otoczenia, w tym również ludzką mowę. Do gatunków charakteryzujących się szczególnymi zdolnościami naśladowania dźwięków należy papuga żako (Psittacus erithacus) i gwarek czczony (Gracula religiosa), a z gatunków występujących w Polsce – szpak zwyczajny (Sturnus vulgaris) i sójka zwyczajna (Garrulus glandarius).
Do ptaków mimetycznych należy także papużka falista (Melopsittacus undulatus), której osobnika o imieniu Puck wpisano w 1995 r. do Księgi Rekordów Guinnessa jako ptaka z największym zasobem słów, który potrafi wypowiedzieć aż 1728 słów.
Szczególnym przypadkiem ptaków mimetycznych są lirogony, które potrafią naśladować rozmaite dźwięki – od naśladowania odgłosów innych ptaków, przez ludzką mowę, po dźwięki mechaniczne, jak np. eksplozje i dźwięki instrumentów muzycznych.